# لئو کانو
لئو کانو (به پرتغالی: Leonardo Medeiros da Silva) مدافع اهل برزیل است که در شهر پورتو الگره و در تاریخ ۱۴ ژانویهٔ ۱۹۸۸ به دنیا آمده‌است.
لئو کانو در تیم‌های فوتبال Ponte Preta سابقهٔ حضور دارد.